# Meriones hurrianae
Meriones hurrianae är en ökenråtta som beskrevs av Jordon 1867. Meriones hurrianae ingår i släktet Meriones och familjen råttdjur. Inga underarter finns listade i Catalogue of Life.

## Utseende
Vuxna exemplar är 11,5 till 14,3 cm långa (huvud och bål), har en 10,0 till 15,1 cm lång svans och väger ungefär 70 g. Bakfötterna är 2,7 till 3,6 cm långa och öronen är 1,0 till 1,4 cm stora. Honor är allmänt lite lättare och mindre än hanar. Den korta pälsen har på ovansidan en ljus gråbrun färg och undersidan är täckt av ljusare grå till krämfärgad päls. Kännetecknande är små ögon och en svartaktig tofs vid svansspetsen. Svansen är oftast kortare än huvud och bål tillsammans vad som skiljer arten från andra släktmedlemmar. Meriones hurrianae saknar hår på bakfötternas undersida och klorna är svarta.

## Utbredning
Denna ökenråtta förekommer i västra Indien, östra Pakistan och vid havet fram till Iran. En avskild population finns i norra Pakistan. Arten lever i låglandet och i kulliga områden upp till 300 meter över havet. Habitatet utgörs av öppna landskap med glest fördelade träd eller av öppna buskskogar med sandig mark. Gnagaren hittas även vid kanten av skogar med akacior som dominerande växt och nära jordbruksmark.

## Ekologi
Meriones hurrianae gräver underjordisk bon och bildar kolonier med 5 till 20 medlemmar.
Individerna är främst aktiva på morgonen och på senare eftermiddagen. Boet är komplext med 3 till 15 ingångar, med flera tunnlar och med flera sov- eller förvaringsrum. Tunnelsystemets djupaste delar ligger 50 till 200 cm under markytan. Meriones hurrianae äter främst frön, blommor, örter och andra gröna växtdelar. Födan kompletteras med några insekter. Inte alla kolonier skapar förråd av frön eller ett lager skapas bara under vissa slumpmässiga årstider.
Allmänt kan honor fortplanta sig under alla årstider. I delstaten Rajasthan i Indien registrerades de flesta ungar i februari/mars samt i juli/augusti. En hona kan ha upp till tre kullar per år och en kull har ungefär fyra ungar. Vid lufttemperaturer högre än 38 °C sker ingen fortplantning. Honor blir direkt efter födelsen av kullen åter brunstiga. Nyfödda ungar är blinda och saknar hår. De öppnar sina ögon efter cirka 15 dagar och de diar sin mor ungefär tre veckor.

## Status
Beståndet hotas av landskapsförändringar när naturliga områden omvandlas till jordbruksmark. Några exemplar jagas för köttets skull och andra individer betraktas som skadedjur och dödas. Populationen är dessutom känslig för längre tider med torka samt för introducerade främmande växter som ersätter de växter som Meriones hurrianae äter. I västra Indien inrättades Desert nationalpark. Trots de nämnda hoten är populationsminskningen måttlig. IUCN kategoriserar arten globalt som livskraftig.

## Bildgalleri

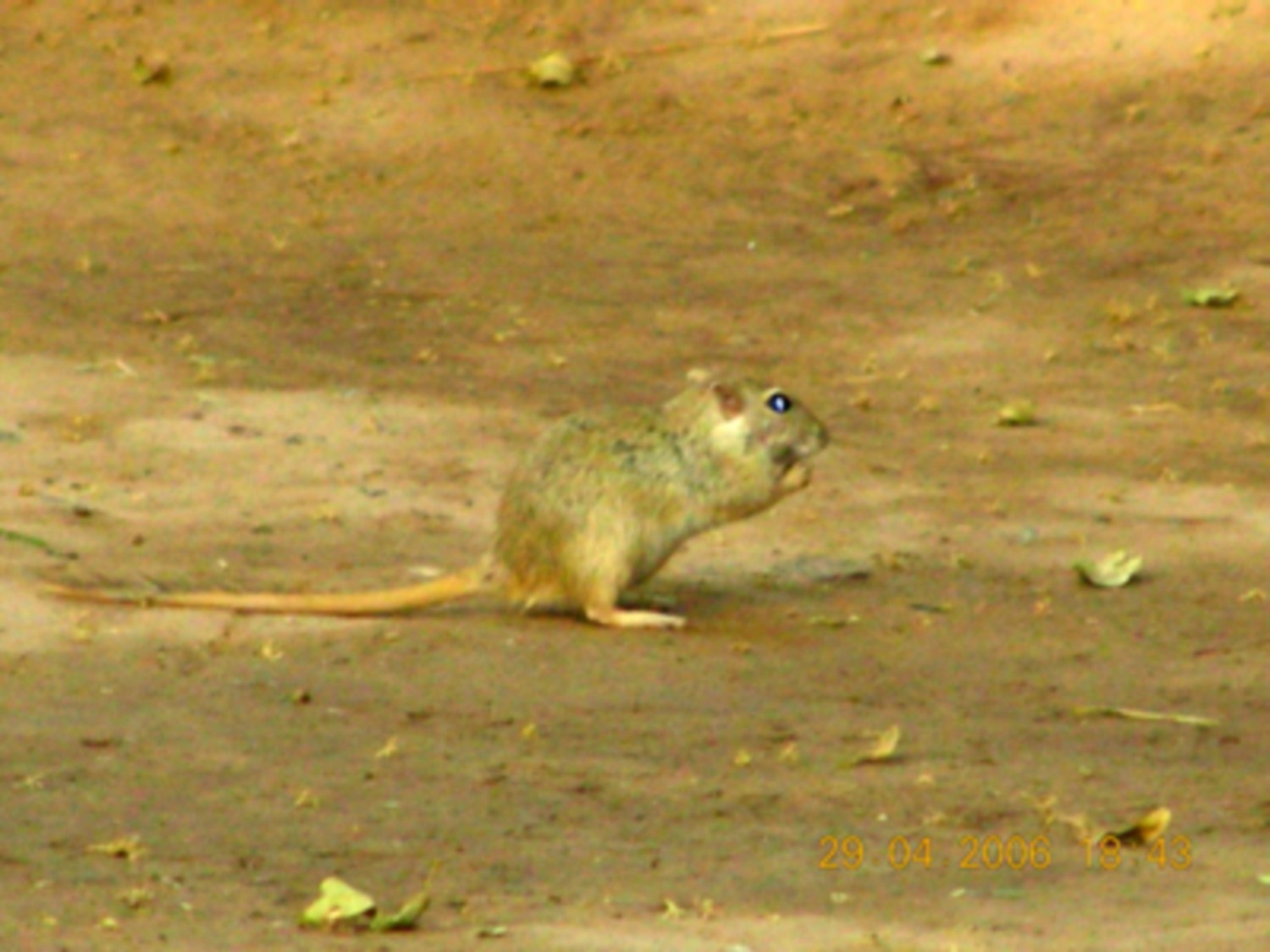
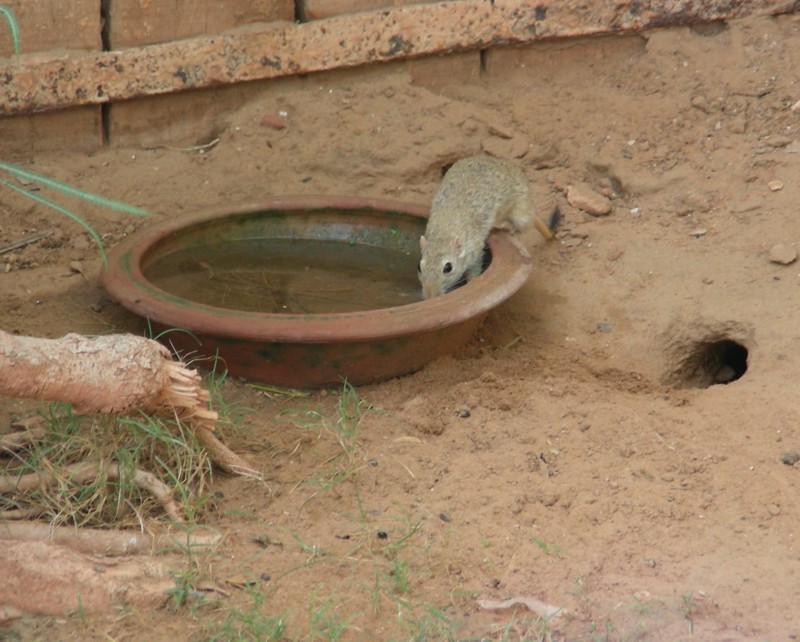
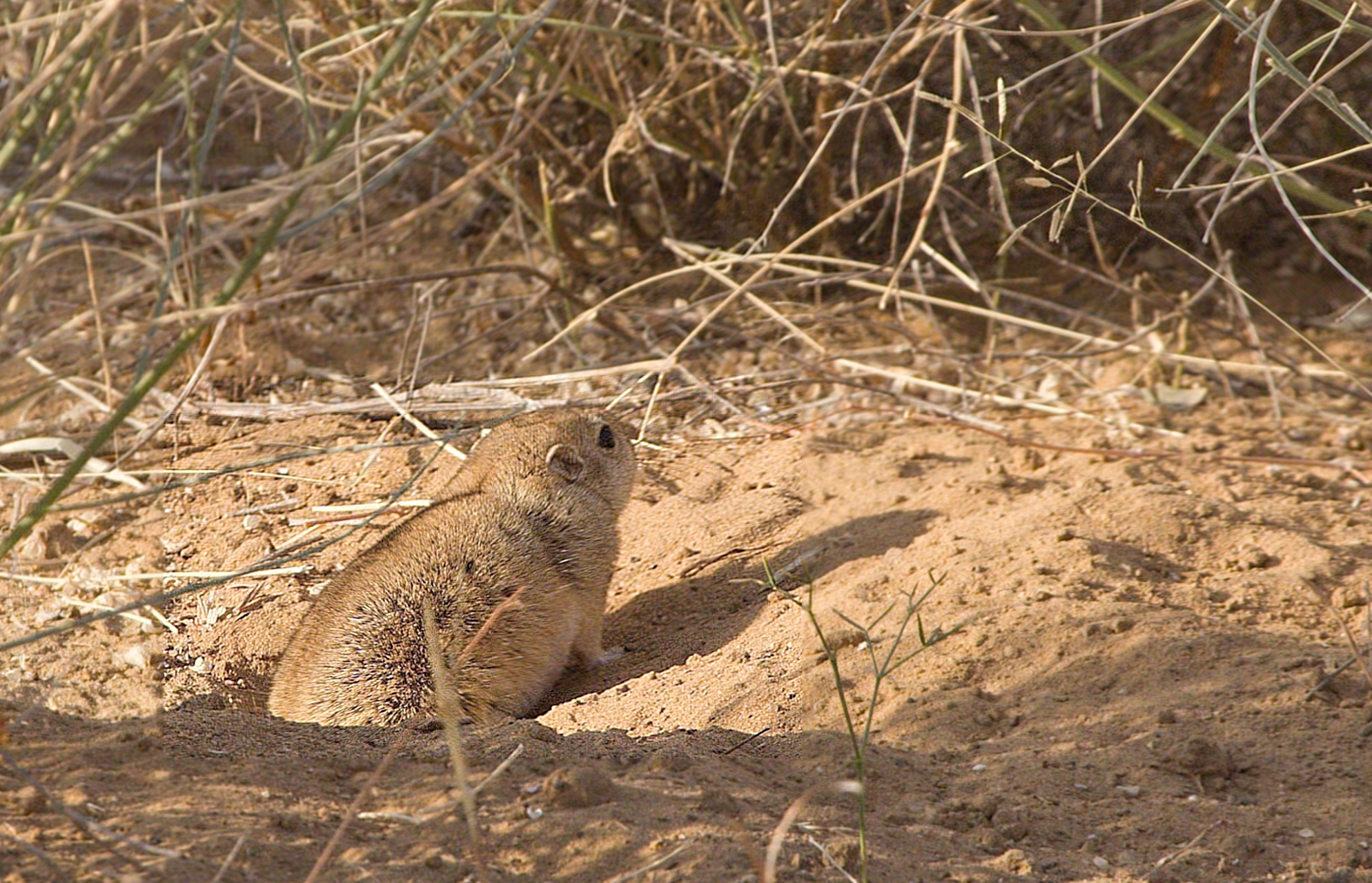